# Kempter Wald
Kempter Wald är ett kommunfritt område i Landkreis Oberallgäu i Regierungsbezirk Schwaben i förbundslandet Bayern i Tyskland.